# Maria von Knapp
Maria von Knapp (* 5. Juni 1867 in Barmen, heute Stadtbezirk von Wuppertal; † 26. September 1932 ebenda) war eine deutsche Malerin.

## Leben
Maria Helene von Knapp nahm zunächst Privatunterricht bei Otto Rethel in Düsseldorf und wechselte 1893 zu Adolf Hölzel nach Dachau, wo sie sich bis 1907 aufhielt. Danach war sie unter anderem in Gardone bei Brescia am Gardasee tätig. Schließlich kehrte sie nach Barmen zurück, wo sie starb. Sie schuf überwiegend Landschaftsdarstellungen, aber auch Stillleben und Bildnisse.

## Werke (Auswahl)
- Sommertag in Dachau, 1900[1]
- Weite Eifellandschaft mit Maar, 1911, Öl/Lwd., 53 × 70 cm (Kunsthandel)
- Porträt meines Vaters und Motiv aus dem Dachauer Moor[2]
- Damenbildnis, 50 × 49 cm; signiert unten rechts: MvK (Von der Heydt-Museum, Wuppertal)[3]
- Bildnis eines Kleinkindes mit Mütze, Aquarell, 49,5 × 41 cm (Kunsthandel)
- Blumenbouquet, Öl/Holz, 40 × 30 cm (Kunsthandel)